# Уни Линдел
Уни Линдел (на английски: Unni Lindell) е норвежка журналистка, преводачка, поетеса и плодовита писателка на произведения в жанра драма, криминален роман, хумор и детска литература.

## Биография и творчество
Уни Мария Линдел е родена на 3 април 1957 г. в Осло, Норвегия. Завършва гимназия в Берум. В периода 1979 – 1987 г. работи като журналистка. Заедно с работа си, започва да изпраща стихотворения в седмични списания.
Първият ѝ криминален разказ „Ditt kalde blikk“ (Студеният ти поглед) е публикуван през 1985 г. Първият ѝ роман за младежи „Den grønne dagen“ (Зеленият ден) е издаден през 1986 г.
Става известна с криминалната си поредица „Като Исаксен“. В десетте романа детективът Като Исаксен разследва заплетени случаи на убийства и други престъпления, често рискувайки собствения си живот. Втората книга от поредицата, „Drømmefangeren“ (Ловецът на мечти), получава престижната годишна литературна награда „Ривертон“ за най-добра норвежка детективска история. Шест от романите от поредицата са екранизирани в телевизионни минисериали с участието на актьора Рейдар Сьоренсен в ролята на детектива.
През 2016 г. е издаден първият ѝ роман „Знам къде живееш“ от поредицата „Мариан Дале“. Полицейската инспекторка Мариан Дале започва да работи по старо дело за изчезването на шестгодишната Туна, но подновяването на разследването води до нови отвличания и убийства. Самата Мариан Дале се озовава в капан с опасен враг. Втората книга от поредицата – „Дронът“, също получава наградата „Ривертон“.
Писателката също така пише хумористични книги и книги за деца и младежи. По две от детските книги са направени театрални представления.
В произведенияна си писателката обича да взема своята отправна точка във всекидневието, а в зависимост от жанра сюжетът се развива в посока на мистика, сюрреализъм или хорър. В криминалните ѝ романи бурният личен живот на следователя е от съществено значение, а книгите се отличават и с факта, че образите на героите са описани с психологическа проницателност и в стил, който се различава от обичайното в жанра. За творбите си в криминалния жанр е считана от критиката за един от най-големите норвежки автори в него, заедно с Том Егеланд и Ю Несбьо.
Съспенсът и мистерията са нключени в книгите ѝ за деца и тийнейджъри, а в темите включва и тредни въпроси като съпричастността към нежеланата бременност. Няколко от нейните книги за деца са написани в сътрудничество с деца.
Книгите ѝ са издадени в над 6 милиона копия по света.
Уни Линдел живее със семейството си в Берум, предградие на Осло.

## Произведения

### Серия „Като Исаксен“ (Cato Isaksen)
1. Slangebæreren (1996)
2. Drømmefangeren (1999) – награда „Ривертон“
3. Sørgekåpen (2000)
4. Nattsøsteren (2002)
5. Orkestergraven(2005)
6. Honningfellen (2007)
7. Mørkemannen (2008)
8. Sukkerdøden (2010)
9. Djevelkysset (2012)
10. Brudekisten (2014)
11. : разкази към серията
12. Fanden og hennes oldemor (2000)
13. Sov i ro (2002)

### Самостоятелни романи
- Rødhette (2004) – криминален
- Måneorkesteret (1998) – награда „Мадс Уил Нигард“

### Серия „Мариан Дале“ (Marian Dahle)
1. Jeg vet hvor du bor (2016)
Знам къде живееш, изд. „Книги за всички“ (2021), прев. Евгения Кръстева
2. Dronen (2018) – награда „Ривертон“
Дронът, изд. „Книги за всички“ (2021), прев. Евгения Кръстева

### Серия „Лидия „Сноу“ Уинтер“ (Lydia „Snø“ Winther)
1. Nabovarsel (2020)

### Хумористични произведения
- Kongen er pappaen til to tvillinger som heter Gro og Kåre (1987)
- Henrik Vipsen og hans bifokale onkel som er født i fiskebollens tegn (1988)
- Gamle damer legger ikke egg (1991)
- Skjelettet er et system som man kan henge fra seg kroppen på (1992)
- Norges første statsminister het Tor med Hammeren (1993)
- To fruer i én smekk (1995) – с Анне Б. Рагде
- Grisen er dekket av svinepels (1996)
- Det er alltid for tidlig å stå opp : libresser : første bind (1996) – с Анне Б. Рагде
- Jesus gikk på vannet fordi han ikke ville bli våt på beina (1997)
- Den lille dameboken : libresser i utvalg (1997) – с Ане Б. Рагде
- Kunsten å forlate en mann uten å tape ansiktsmasken (1998) – с Анне Б. Рагде
- Regjeringen bestemmer hvordan været skal bli (1998)
- Sjefen bestemmer over Gud og Hermann (1999)
- Finskevitser for jenter (1999)
- Å være engel er et typisk kvinneyrke (2000)
- En familie består av 4 hoder, 8 armer og 8 bein (2001)
- Prinsesser er rosa om dagen og sorte om natten (2002)
- I Afrika er snøen svart (2003)
- Kjære Gud har det godt har du noe ull (2005) – с Марк Левенгуд
- Krokodiller snakker ikke norsk (2006)
- To fruer i én smekk – rir igjen (2007) – с Анне Б. Рагде
- Gullkorn (2008) – с Марк Левенгуд
- Det er fred på do (2009)
- Gullkorn 2 (2010)

### Разкази

#### Криминални разкази
- Ditt kalde blikk (1985)
- Jeg kjenner den, duften av rosene (1986)
- Flagrende blomster på et flagrende gardin (1986)
- Som lyn fra klar himmel! (1988)
- Lou-Ni (1989)
- Uærlighet varer lengst (1990)
- Farlig påskesol (2001)

#### Други разкази
- Gammel dame i rødt (1998)
- En naken mann (2002)

### Детска литература

#### Самостоятелни книги
- Den grønne dagen (1986)
- Hemmeligheten i sirkuset (1988)
- Fire dager til fullmåne (1990)
- Annas barn (1991)
- Fuglefangeren (1992) – награда „Капелен“
- Rosamunde Harpiks: Den lille heksen med de store ørene (1993)
- Sugemerket (1994) – награда на критиката за най-добра младежка книга
- Jens Bånn: Den lile spionen (1995)
- Pinocchios nye liv (1999)
- Kyss meg på tirsdag (2007)
- Elsker deg av hele mitt jærte (2008)
- Rødt for kjærlighet (2009)
- Kjæresten om natten (2011)

#### Серия „Нифсе Нела“ (Nifse Nella) – с илюстрации от Фредерик Скавлан
1. Nifse Nella og nattskolen (2008)
2. Nifse Nella og syvstjernen (2009)
3. Nifse Nella og vintersirkuset (2009)
4. Nifse Nella og jordbærgiften (2010)

### Документалистика
- Bursdag (1989)
- Vi lager jul (1990)

### Екранизации
- 2005 Slangebæreren – тв сериал, 3 епизода
- 2005 Drømmefangeren – тв минисериал, 3 епизода
- 2007 Nattsøsteren – тв минисериал, 3 епизода
- 2008 Sørgekåpen – тв минисериал, 3 епизода
- 2009 Orkestergraven – тв филм
- 2008 – 2009 Honningfellen – тв сериал, 3 епизода